# The Hidden Wiki
The Hidden Wiki – wiki w sieci Tor katalogująca serwisy w tej sieci.

## Opis
Strona zawiera szereg linków w formacie wiki do innych ukrytych usług i miejsc w sieci (witryn, które mogą być niedostępne w standardowej przeglądarce). Stanowi to swoistą bazę najpopularniejszych stron sieci Darknet (także tych zawierających nielegalne treści, jak pornografia dziecięca i strony handlarzy m.in. bronią palną i narkotykami).
W październiku 2011 r. grupa Anonymous rozpoczęła "Operację Darknet", której celem było zakłócenie działalności stron z dziecięcą pornografią, dostępną za pośrednictwem usługi The Hidden Wiki. Anonymous poinformowali, że znaleźli miejsce w The Hidden Wiki zawierające ponad 100 gigabajtów dziecięcej pornografii. Strona "Lolita City" została zamknięta w następstwie ataku DoS przez Anonymous.